# Двигун Ленуара

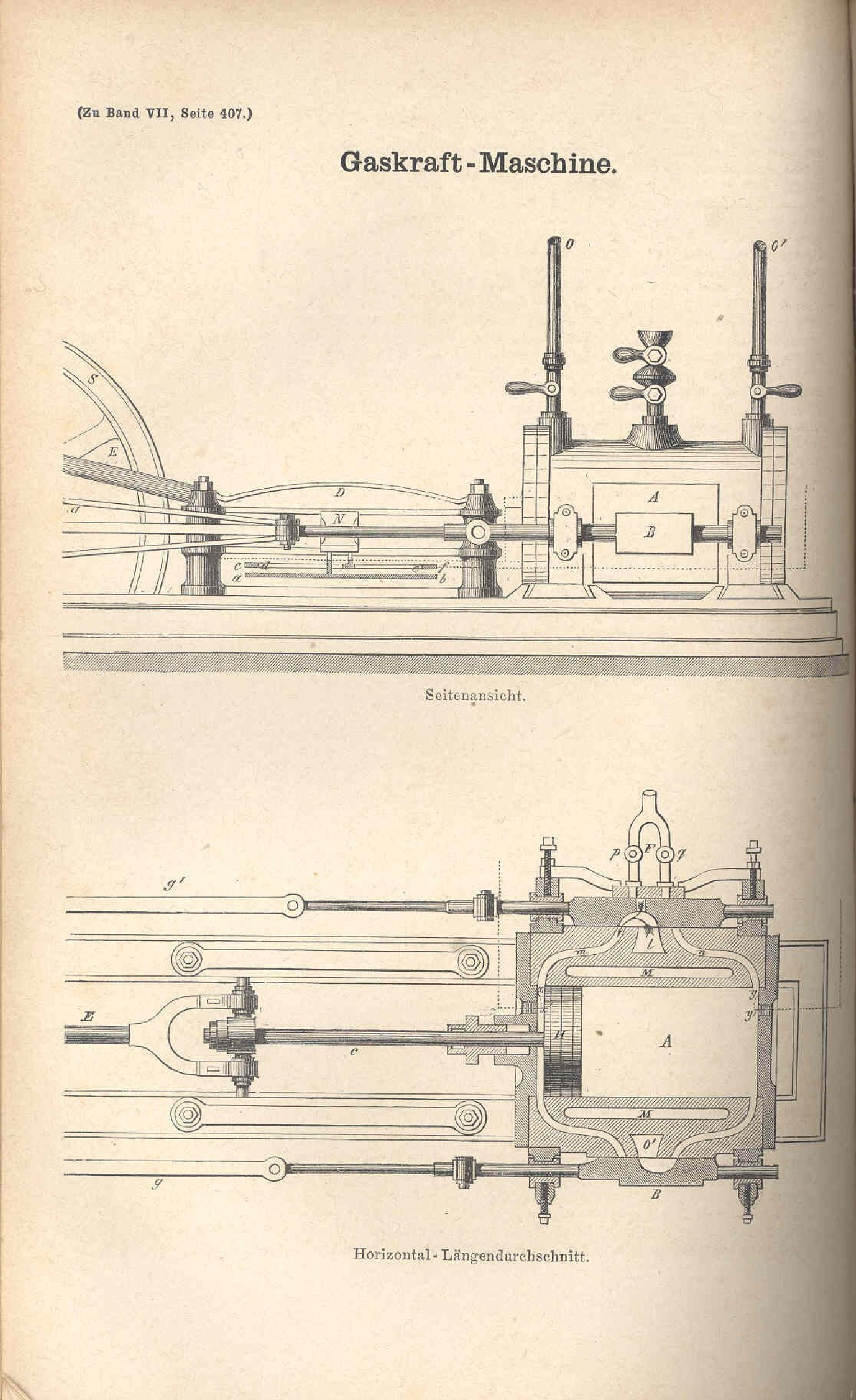
Двигун Ленуара у двох проєкціях на кресленику

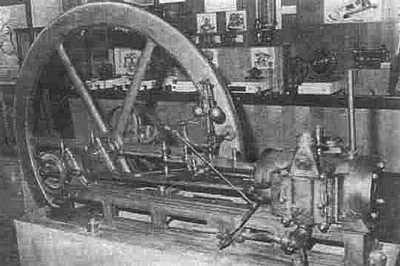
Двигун Ленуара (музейний експонат)

Двигу́н Ленуа́ра (англ. Lenoir engine) — історично перший роботоздатний двигун внутрішнього згоряння, запатентований бельгійським винахідником Жаном Жозефом Етьєном Ленуаром.

## Винайдення двигуна
Працюючи на бельгійському гальванічному заводі, Ленуар ознайомився з основами електротехніки. Експерименти з електрикою, що проводилися Ленуаром в 1859 році привели його до ідеї використання електричної іскри для запалювання повітряно-газової суміші. Це привело його до рішення створити двигун, що використовує цей принцип.
У 1860 році Ленуар отримав патент на свій двигун. І протягом цього ж року Ленуар створив робочу конструкцію двигуна.
Багато інженерів, сучасників Ленуара, не вважали його двигун самостійним винаходом, оскільки Ленуар зібрав разом вузли і деталі, що широко застосовувалися і раніше. Але двигун Ленуара виявився першим, реально працюючим двигуном внутрішнього згоряння, що випускався серійно і отримав комерційне використання.

## Конструктивні особливості
Двигун Ленуара був двотактним з охолоджуваним горизонтально розташованим циліндром, золотниковим газорозподілом та примусовим запалюванням паливо-повітряної суміші.
На конструкцію одноциліндрового двотактного газового двигуна помітний вплив зробили технічні рішення, використані в паровій машині Джеймса Ватта: поршень подвійної дії (робочими ходами є і прямий і зворотній), золотниковий розподільник, що керує подачею робочого тіла в циліндр і видаленням відпрацьованого. Тільки робочим тілом є не пара, а продукти згоряння суміші повітря і світильного газу, який виробляється газогенератором.

## Принцип роботи
Робочий процес двигуна Ленуара можна розглянути, починаючи з руху поршня з одного з крайніх положень. При цьому золотники встановлені в позицію, при якій в робочу порожнину циліндра, об'єм якої збільшується при русі поршня, надходить повітря і світильний газ, а з іншої порожнини поршнем витісняються продукти згоряння, що утворилися в попередньому такті. На цій стадії циклу рух механізму відбувається за рахунок інерції маховика. Коли об'єм робочої порожнини досягне деякої величини, яка визначається кінематикою механізму, золотник перекриває подачу паливної суміші, і на свічку запалювання подається високовольтний електричний розряд, паливна суміш запалюється і згорає перш, ніж поршень встигає значно просунутися, тобто практично при сталому об'ємі. При цьому тиск і температура газу в робочій порожнині значно зростають, він розширюється і здійснює роботу, рухаючи далі поршень до крайнього положення, протилежного початковому, при цьому золотник переміщається в позицію випуску відпрацьованого газу. Після проходження мертвої точки (за рахунок інерції маховика) процес повторюється аналогічно у протилежній порожнині циліндра при зворотному русі поршня.
В технічній термодинаміці робочий процес двигуна Ленуара описується циклом Ленуара.

## Переваги і недоліки
Газовий двигун був не таким громіздким і важким як паровий, був простішим у керуванні: при запуску не вимагав тривалої підготовки (розігріву котла), а в стаціонарному режимі працював повністю автоматично, тоді як для роботи парової машини була потрібна постійна участь кочегара. З цих причин газовий двигун відразу привернув до себе увагу споживачів.
Цих двигунів було випущено понад 300 одиниць (за деякими джерелами — до 500 штук, потужністю від 6 до 20 к.с., включаючи удосконалені Ніколаусом Отто конструкції виготовлені в Німеччині за ліцензією) декількома французькими фірмами, на яких Ленуар розміщував замовлення на виготовлення. Двигуни використовувалися як стаціонарні та суднові приводи, як приводи локомотивів і дорожніх екіпажів. Але після появи у продажу чотиритактного двигуна внутрішнього згоряння конструкції Ніколауса Отто (принцип роботи якого широко використовується до теперішнього часу), двигун Ленуара швидко втрачає свої позиції на ринку, і, врешті-решт, витісняється двигуном Отто.
Двигун Ленуара значно поступався конкуренту за термічним ККД. Крім того, в порівнянні з іншими поршневими двигунами внутрішнього згоряння у нього була вкрай низька потужність, що знімається з одиниці робочого об'єму циліндра. Двигун з 2,5-літровим циліндром розвивав потужність лише у 1,5 кінські сили. Ці недоліки були наслідком того, що в двигуні Ленуара відсутнє стискання паливо-повітряної суміші перед запалюванням. Еквівалентний йому за потужністю двигун Отто (у циклі якого було передбачено спеціальний такт стиснення) важив у декілька разів менше, і був набагато компактнішим.
Навіть очевидні переваги двигуна Ленуара — відносно малий шум (як наслідок вихлопу практично при атмосферному тиску), і низький рівень вібрацій (як наслідок рівномірнішого розподілу робочих ходів по циклу), не допомогли йому витримати конкуренцію.